# Johann Bernhard Hensen

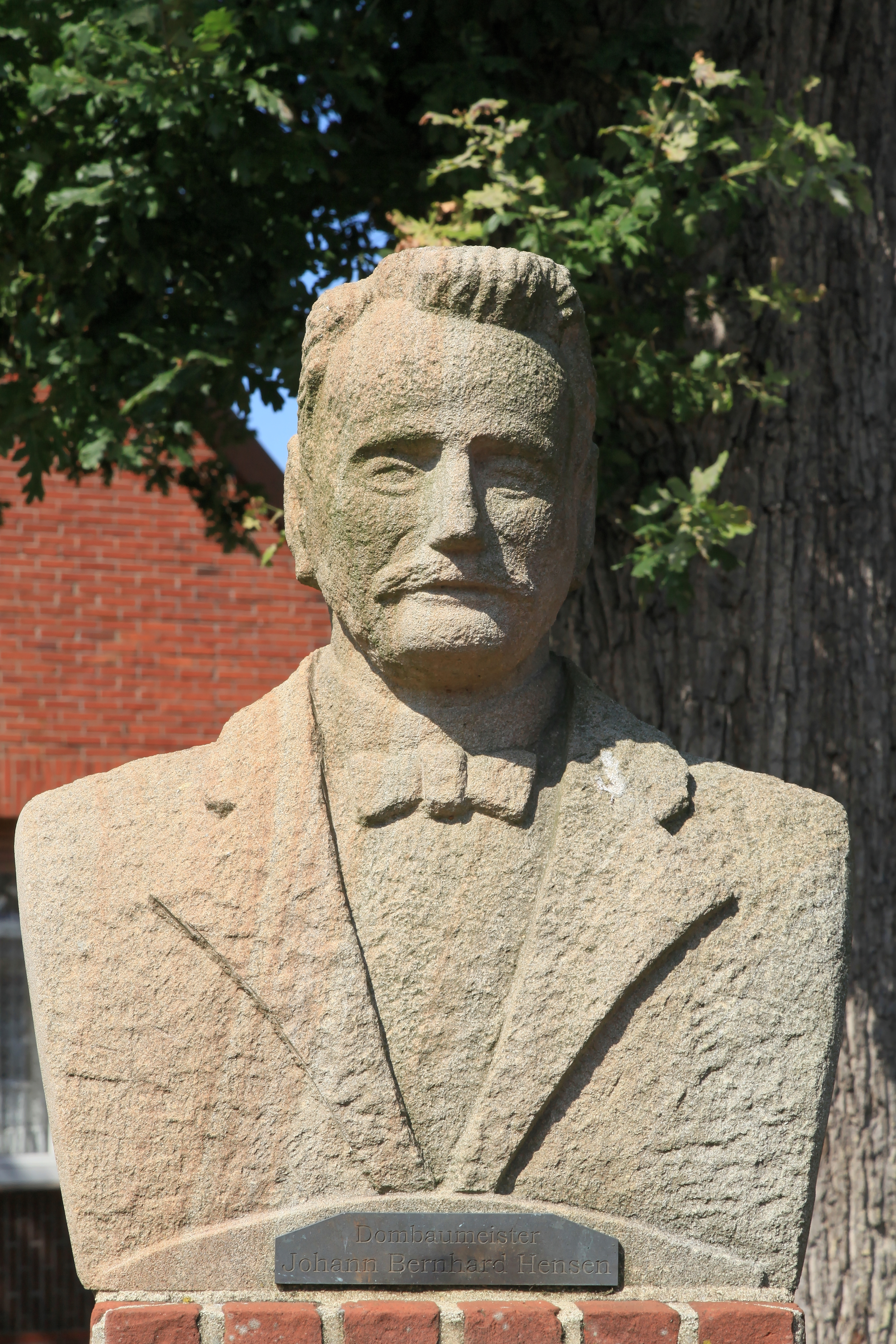
Hensen-Denkmal in Sögel

Johann Bernhard Hensen (* 5. September 1828 in Sögel; † 16. Januar 1870 in Osnabrück) war ein deutscher Architekt und Kirchenbaumeister.

## Leben
Johann Bernhard Hensen war der Sohn des Brinksitzers und Gemeindevorstehers Hermann Henrich Hensen (* 1790; † 1861) und dessen Ehefrau Margaretha, geborene Schleper (* 1801). Aus der Ehe stammten acht Kinder, Johann Bernhard war das sechste Kind.
Hensen absolvierte eine handwerkliche Ausbildung und wurde 1857 Maurer- und Zimmermeister beim Amt Haselünne. Zur weiteren Ausbildung besuchte er von 1858 bis 1860 die Polytechnische Schule in Hannover. Neben diversen Profanbauten machte sich Hensen in seinem kurzen, aber sehr produktiven Leben einen Namen als Kirchenbauer in den Regionen Osnabrück, Emsland und im Oldenburger Land. 1855 reichte er einen Plan für den Kirchenneubau in Wachtum bei Löningen ein und erhielt seinen ersten Auftrag zur selbständigen Errichtung einer Kirche. Die Wachtumer Kirche sollte sein einziges Werk im neuromanischen Stil bleiben; seine anderen Werke entstanden im Stil der Neugotik und waren durch den Kölner Dom sowie die Vorlieben seines Förderers Johann Georg Müller, Bischof von Münster, geprägt.
Hensen wirkte von 1856 bis 1870 bei der Restaurierung der Domkirche zu Osnabrück mit. Er starb im Alter von 41 Jahren, bevor der Kirchbau in seiner Heimatgemeinde Sögel fertiggestellt werden konnte. Verheiratet war er mit Gabriele, geb. Bödiker. Sein Sohn Alfred Hensen wurde ebenfalls Architekt.

## Ehrungen
Ihm zu Ehren wurde 2002 das Hensen-Denkmal in Sögel aufgestellt, das von Albert Radke geschaffen wurde. Darüber hinaus wurde der Johann-Bernhard-Hensen Weg in Sögel nach ihm benannt.

## Kirchenbauten (unvollständig)
| Bild                                        | Bauzeit   | Bauwerk                                                    | Ort                    | Beschreibung                                                |
| ------------------------------------------- | --------- | ---------------------------------------------------------- | ---------------------- | ----------------------------------------------------------- |
|                                             | 1856–1858 | Mariä Himmelfahrt                                          | Löningen-Wachtum       | neuromanisch, 1952–1953 erweitert                           |
| St. Marien (Harkebrügge)                    | 1857–1861 | St. Marien                                                 | Barßel-Harkebrügge     | neugotische dreischiffige Hallenkirche, 1959–1961 erweitert |
| Antoniuskapelle Bethen                      | 1858      | Antoniuskapelle bei St. Maria, Mutter der Sieben Schmerzen | Cloppenburg-Bethen     | neugotischer sechseckiger Zentralbau                        |
| St. Peter und Paul                          | 1858–1860 | St. Peter und Paul                                         | Saterland-Scharrel     | neugotische Hallenkirche                                    |
|                                             | 1861–1865 | St. Mariä Himmelfahrt                                      | Damme-Osterfeine       | neugotische Basilika mit Querhaus                           |
| St. Katharina von Siena in Lindern          | 1862–1865 | St. Katharina von Siena                                    | Lindern                | neugotische Hallenkirche                                    |
| St. Margaretha in Emstek                    | 1862–1865 | St. Margaretha                                             | Emstek                 | neugotische dreischiffige Basilika                          |
| Mariä Himmelfahrt in Neuenhaus              | 1863–1865 | Mariä Himmelfahrt                                          | Neuenhaus              | neugotische Hallenkirche                                    |
| St. Antonius (Apeldorn)                     | 1864–1865 | St. Antonius                                               | Meppen-Apeldorn        | neugotisch, abgerissen, Turm erhalten                       |
| St. Josef in Lüsche                         | 1864–1865 | St. Josef                                                  | Lüsche (Bakum)         | neuromanisch, 1934 erweitert                                |
| St. Vinzenz von Paul in Hebelermeer         | 1865–1866 | St. Vinzenz von Paul                                       | Twist-Hebelermeer      | neugotische Saalkirche                                      |
|                                             | 1866      | St. Ludger                                                 | Friesoythe-Neuscharrel | neugotische Saalkirche                                      |
| St. Johannes der Täufer (Spahnharrenstätte) | 1866      | St. Johannes der Täufer                                    | Spahnharrenstätte      | neugotisch                                                  |
| St. Marien in Badbergen                     | 1867–1869 | St. Marien                                                 | Badbergen              | neugotische Saalkirche                                      |
| St. Maximilian in Rütenbrock                | 1867–1870 | St. Maximilian                                             | Haren-Rütenbrock       | neugotische Hallenkirche                                    |
| St. Jakobus (Sögel)                         | 1867–1871 | St. Jakobus                                                | Sögel                  | neugotische Hallenkirche mit Querhaus                       |
| St. Anna in Twistringen                     | 1868–1870 | St. Anna                                                   | Twistringen            | neugotische Hallenkirche mit Querhaus                       |
| Propsteikirche in Meppen                    | 1869–1870 | Propsteikirche                                             | Meppen                 | neugotischer Turm, Erweiterung der Seitenschiffe            |
| St. Peter und Paul in Garrel                | 1869–1871 | St. Peter und Paul                                         | Garrel                 | neugotische Hallenkirche, 1966 erweitert                    |
| St. Lambertus in Ostercappeln               | 1869–1874 | St. Lambertus                                              | Ostercappeln           | neugotische dreischiffige Hallenkirche (ohne Turmneubau)    |
| St. Bartholomäus in Essen                   | 1870–1875 | St. Bartholomäus                                           | Essen (Oldenburg)      | neugotische Hallenkirche                                    |
| St. Marien in Bad Laer                      | 1871–1874 | St. Marien                                                 | Bad Laer               | neugotische dreischiffige Hallenkirche (ohne Turmneubau)    |
| St. Benedikt (Lengerich)                    | 1873      | St. Benedikt                                               | Lengerich (Emsland)    | neugotische Hallenkirche                                    |
| St. Joseph in Neurhede                      | 1873–1874 | St. Joseph                                                 | Rhede-Neurhede         | neuromanisch                                                |
| St. Marien in Friesoythe                    | 1885–1886 | St. Marien                                                 | Friesoythe             | neugotischer Turm                                           |
| Herz-Jesu-Kirche in Klein Berßen            | 1897–1900 | Herz-Jesu-Kirche                                           | Klein Berßen           | neugotische dreischiffige Hallenkirche                      |
| St. Antonius in Dersum                      |           | St. Antonius                                               | Dersum                 | neugotisch                                                  |
|                                             |           | St. Franziskus                                             | Werpeloh               | neuromanisch, abgerissen, Turm erhalten                     |